# Le Chiffre
(Le Chiffre rivolto a James Bond sul punto di torturarlo nel film Casino Royale.)
Le Chiffre è un personaggio immaginario della serie di romanzi di James Bond, nemico della spia britannica, e principale antagonista di Casino Royale (1953), dell'omonimo episodio di Climax! (1954), antagonista secondario del film parodistico con David Niven (1967) e di nuovo antagonista principale nel film reboot con Daniel Craig (2006). 
Il suo nome può essere tradotto in italiano come Il numero o La cifra.

## Biografia

### Romanzo
Nel romanzo Casino Royale di Ian Fleming del 1953 (primo romanzo su James Bond), Le Chiffre è un ex deportato di Dachau, di circa quarantacinque anni, alto un metro e settantadue, dai capelli rossi tagliati a spazzola. Ha perso la memoria, perciò non si ricorda né il suo nome di battesimo e né il suo cognome, per questo ha assunto l'appellativo di Le Chiffre. Possiede però un accento di Marsiglia che fa intuire le sue origini.
È un banchiere spietato, crudele e spregiudicato del Partito Comunista Francese, finito sul lastrico a causa di suoi affari con bordelli e prostitute. È solito assumere benzidina per via nasale tramite un inalatore. Ha diversi pseudonimi, tutte varianti del nome La cifra: The number, Herr Ziffer.
È un uomo spregevole, che tortura brutalmente James Bond, colpendolo ai genitali con un battipanni. Viene ucciso con un colpo di pistola sparato in testa da un agente dello SMERSH, un'agenzia segreta russa, per aver perso tutti i soldi per finanziare il partito francese; considerando tutti i film e libri della saga dell'agente dell'MI6, Le Chiffre risulta l'unico cattivo principale che non viene eliminato direttamente da Bond, con la possibile eccezione di Boris Grischenco (che era però uno scagnozzo) e di Emilio Largo nel film Thunderball.

### Cinema
Nel film del 2006 Casino Royale, Le Chiffre possiede il volto dell'attore danese Mads Mikkelsen: soffre di un malfunzionamento dei dotti lacrimari, che gli causano in alcuni momenti lacrime di sangue, e, invece che per via nasale, assume medicine (probabilmente contro l'asma) attraverso un inalatore orale.
Nel film, Le Chiffre è un matematico, probabilmente albanese, con la passione del poker. È il banchiere e finanziatore del terrorismo internazionale, che viene messo sul lastrico da Bond stesso dopo un fallito attentato ad un aereo di linea. Anche lui tortura Bond, ma ovviamente non viene eliminato da agenti segreti russi: ad ucciderlo è Mr. White, insoddisfatto per la perdita del denaro dell'organizzazione che, nei film successivi, si scoprirà essere la SPECTRE.

#### Le Chiffre nei film apocrifi
Il personaggio è stato interpretato da attori diversi in altri due adattamenti apocrifi (cioè, film non EON) del romanzo di Fleming Casino Royale (1953):
- Peter Lorre, nella prima rappresentazione di Bond per il piccolo schermo, nell'episodio "Casino Royale" della serie antologica Climax! (1954), che segue con relativa fedeltà il romanzo originale, eccetto per alcuni cambiamenti di nazionalità e per alcune omissioni.
- Orson Welles, nel film parodia James Bond 007 - Casino Royale (1967).

## Scagnozzi (henchmen)

### Romanzo
- L'uomo magro: braccio destro, uomo alto e allampanato, pare che il suo nome sia Basil. Viene eliminato dall'agente dello SMERSH che uccide anche Le Chiffre.
- I bulgari: 3 maldestri sicari di Le Chiffre, tentano di uccidere Bond utilizzando un ordigno esplosivo. Due di loro finiscono polverizzati, il terzo è catturato e imprigionato dai servizi segreti francesi.
- Il corso: esperto di arti marziali, dai grandi baffi neri. Anche lui ucciso dall'agente dello SMERSH. Ha un accento della Corsica, e a questo deve il suo soprannome.

### Cinema
- Mollaka (interpretato da Sébastien Foucan): terrorista algerino, coperto da ferite d'ustione, doveva compiere un attentato per conto del banchiere. Viene ucciso da James Bond, nonostante l'agente avesse ordine di catturarlo vivo.
- Carlos (interpretato dall'italiano Claudio Santamaria): secondo terrorista, che tenta di far saltare in aria il famoso jet di cui si parla nel film. Muore esplodendo con la sua stessa bomba. Facendo un parallelismo con i personaggi del libro potrebbe rappresentare i bulgari, in quanto fa la loro stessa fine.
- Alex Dimitrios (Simon Abkarian): trafficante di armi, è un importante contatto di Le Chiffre nel mondo del crimine. È lui ad assoldare sia Mollaka che Carlos. Muore dopo un breve scontro con James Bond, che lo pugnala a morte.

## Citazioni e omaggi
- Nella nona storia a fumetti della saga di DoubleDuck, vi è la parodia di Victor Markovskij, uno dei nemici del papero agente segreto, è un complice di una potente società criminale internazionale di spionaggio e controspionaggio, nota semplicemente come l'Organizzazione, e un perfido e spregiudicato baro e giocatore di poker professionista.
- Nel 2025, all’interno del videogioco Hitman il personaggio, sempre interpretato da Mads Mikkelsen, appare come bersaglio di una missione ambientata a Parigi, dove l’Agente 47 deve infiltrarsi in una partita di poker organizzata da Le Chiffre per risanare i suoi debiti. La pubblicazione è legata all’imminente rilascio di un gioco a tema 007 dalla casa produttrice IOI Interactive, già titolare della serie Hitman